# Gallische Rijk
Het Gallische Rijk, ook wel Gallo-Romeinse Rijk of Gallische Keizerrijk (Imperium Galliarum) is het gebied dat onder controle stond van een serie opstandige keizers ingezet door Postumus in 260 tijdens de crisis van de 3de eeuw. Gedurende de Romeinse periode heeft zo'n rijk een aantal keren bestaan. De laatste keer was door Aegidius in 461, toen de Romeinse macht in Gallië al op haar retour was. Het rijk gedurende de laatste jaren (464-486) staat ook wel bekend als het Rijk van Syagrius naar zijn laatste heerser, of als het Domein van Soissons, naar zijn hoofdstad.

## Gallische keizerrijk (260-274)

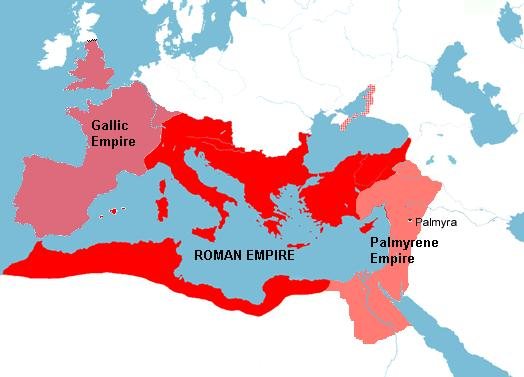
Gallische Rijk tussen 260 en 268.

Een kaart uit 271 met daarop twee afgescheurde rijken.
Romeinse Rijk
Het afgescheurde Gallische keizerrijk (260-274)
Het afgescheurde Palmyreense Rijk (260-273).

In 260 scheurde het Romeinse Rijk in drieën: in het oosten vormde zich na de Romeinse nederlaag tegen de Perzen in de slag bij Edessa het Palmyreense Rijk, in het westen splitsten de drie Gallische provincies, de twee Germaanse (Inferior en Superior), Britannia en Hispania zich af als het Gallische keizerrijk. Marcus Cassianius Latinius Postumus vestigde de hoofdstad van het afgescheiden rijk in Augusta Treverorum (het huidige Trier). De Spaanse provincies sloten zich reeds eind 268 weer bij Rome aan, in 274 werd de rest opnieuw onderworpen.
De volgende lijst somt de Gallo-Romeinse keizers op waarvan een enkeling uitsluitend bekend door uiterst zeldzame muntvondsten (maar muntvondsten van andere keizers zoals Postumus en Tetricus I en II zijn allesbehalve zeldzaam). Door de soms schaarse informatie zijn sommige jaartallen slechts gissingen.
- - Marcus Cassianius Latinius Postumus 260-269
    - opstandige keizer: Laelianus 269

  - Marcus Aurelius Marius 269
  - Marcus Pavonius Victorinus 269-271
    - opstandige keizer: Domitianus ~269? of ~271?

  - Gaius Pius Esuvius Tetricus I 271-274
    - Caesar, misschien medekeizer (zoon): Gaius Pius Esuvius Tetricus II 274

## Gallische usurpators
Het Gallische keizerrijk eindigde toen Tetricus I en zijn zoon zich (vrijwillig) overgaven aan keizer Aurelianus. Nadien zou er nog een aantal keren in Gallië een onafhankelijk rijk ontstaan, meestal als gevolg van usurpatie door een legerleider. Sommige van deze keizers slaagden erin vanuit Gallië de alleenheerschappij te verwerven van het gehele rijk. De meesten echter konden slechts tijdelijk standhouden en werden uiteindelijk verslagen.
Hieronder volgt een lijst van Romeinse keizers die in Gallië een machtsbasis hadden.
- Magnentius 350-353
- Silvanus 355
- Magnus Maximus 383-388
- Flavius Victor 386-388
- Constantijn III 407-411
- Constans II 409-411
- Iovinus 411-413
- Sebastianus 412-413

## Gallo-Romeinse Rijk (461-486)

Het Gallische koninkrijk (461-486)

Als laatste was er in de Gallische provincie Gallia Lugdunensis, het Gallo–Romeins rijk gesticht door Aegidius, een Romeinse generaal die zich in 461 afscheidde toen de verbinding met de rest van het rijk verloren ging. Dit Gallische rijk werd geleidelijk omringd door Germaanse koninkrijken. De laatste Gallische heerser stond bekend als Rex Romanorum ('koning der Romeinen'). In 486 werden de Gallo-Romeinen verslagen door Clovis, en werd hun rijk toegevoegd aan het Frankische Rijk.
Hieronder volgt een lijst van de Gallo-Romeinse heersers van dit rijk.
- Aegidius 457-464
- Paulus 464
- Syagrius 464-486